# 面高村
面高村（おもだかむら）は、長崎県の西彼杵半島にあった村。西彼杵郡に属した。1955年（昭和30年）に南隣の七釜村と合併し、西海村となった。
現在の西海市西海町の北西部にあたる。

## 地理
西彼杵半島の北西部に位置し、西の海岸線を角力灘（五島灘）に接する。
- 山：虚空蔵山
- 河川：面高川、太田和川、黒口川
- 港湾：面高港

## 沿革
- 1889年（明治22年）4月1日 - 町村制施行により、西彼杵郡面高村が単独村制にて発足。
- 1955年（昭和30年）4月1日 - 七釜村と合併して西海村が発足し、面高村は自治体として消滅。

## 地名
郷を行政区域とする。面高村は1889年の町村制施行時に単独で自治体として発足したため、大字は無し。
- 天久保郷
- 太田和郷[2]
- 黒口郷
- 本郷[3]

## 名所・旧跡
- 天崎城跡